# تنگ الله اکبر

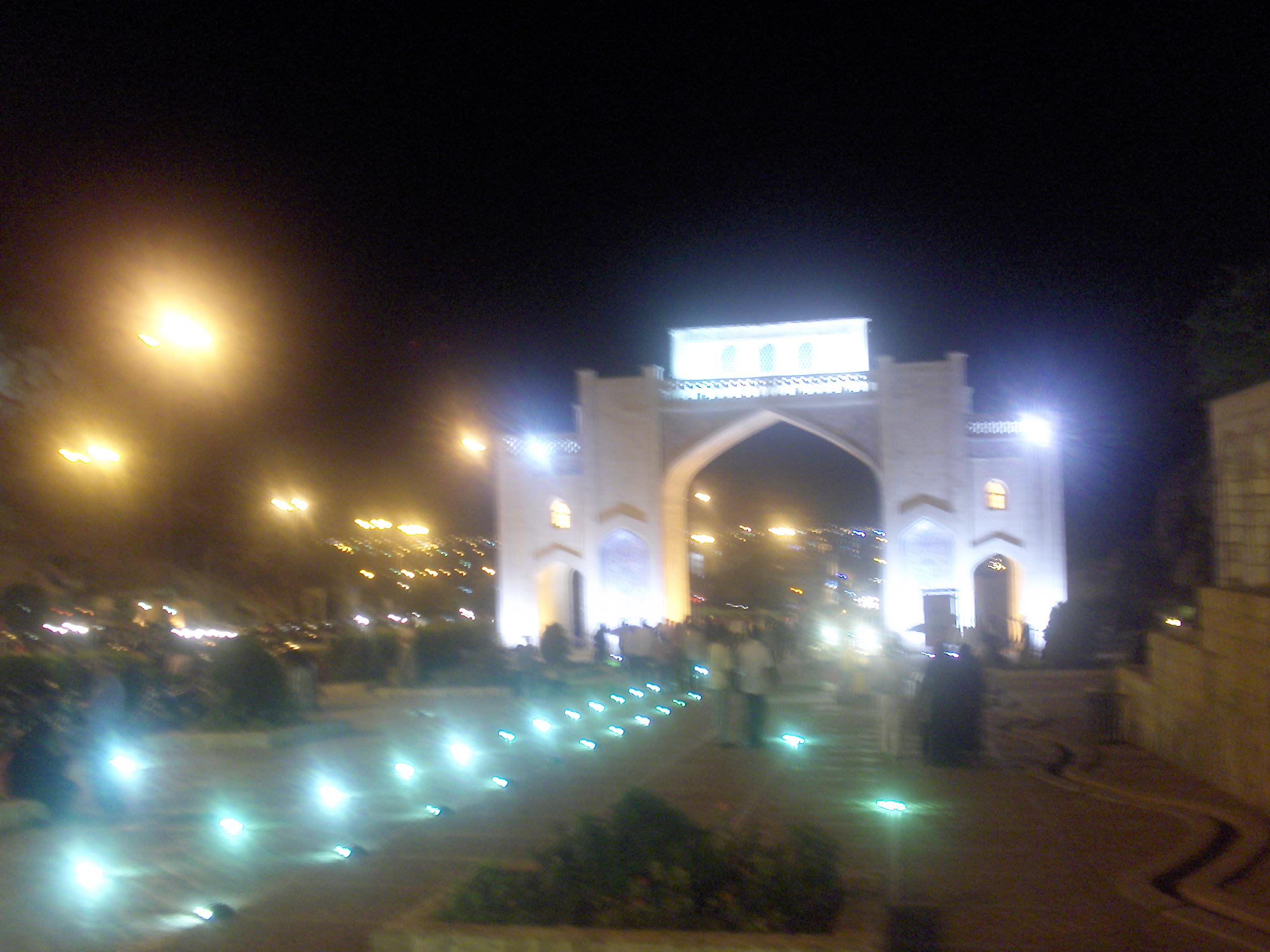
دروازه قرآن در شب

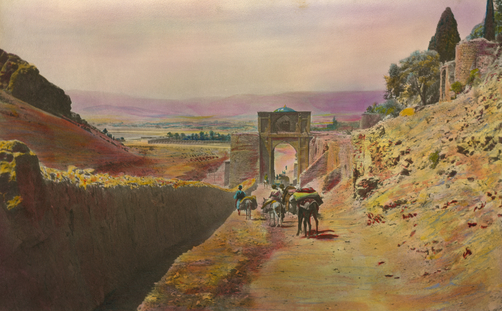
نمایی از دورازه قرآن و تنگه الله‌اکبر - دهه ۱۹۲۰ میلادی

تنگ الله اکبر به شمالی‌ترین نقطه شیراز که نمای کلی شهر به صورت لحظه‌ای آشکار می‌شود، گفته می‌شود و این تنگه را باید دروازه جلگه شیراز نامید و چون مشرف بر شهر شیراز است دورنمای فرحبخش جلگه ومنظره دل‌انگیز این شهر را بهتر از هر جای دیگری می‌نمایاند. در ابتدای جاده شیراز - اصفهان، رشته کوه‌های شمالی شیراز که الله اکبر و صبوی نام دارند را از هم جدای می‌کند و تنها راه ورودی به شیراز از شمال ایران از این دره می‌گذرد؛ و چون تنها راه ورودی به شهر بوده دروازه قرآن را بر روی مسیر آن ساختند تا مسافرینی که به سمت شهرهای شمالی می‌روند از زیر قرآن رد شوند. در ۵ فروردین ماه ۱۳۹۸ از این تنگه سیلی جاری شد که متأسفانه بیست نفر از هموطنان جان خود را از دست دادند. حجت الاسلام محمدرضا گودینی در این مورد مصاحبه جنجالی با خبرنگار BBC فارسی انجام داد که مورد توجه کاربران فضای مجازی قرار گرفت.

## تاریخچه
این تنگه از دوران قدیم به صورت طبیعی بوده است و راه ورودی به شیراز تا سال ۱۳۶۷ به صورت راهی باریک و محدود به گذشتن از زیر دروازه قرآن می‌شد. در زمان صمد رجا شهردار وقت کانال بزرگی بر روی دره بنا شد و سپس طی مدت ۱۰ سال کل زباله‌های ساختمانی شیراز به درون این دره ریخته شد تا در نهایت دره مورد نظر با تراشیدن کوه‌های اطراف عریض شد و راه ورودی شیراز به کنار دروازه قرآن منتقل شد و در نهایت طراحی ورودی شیراز به مسابقه گداشته شد که مهرداد ایروانیان برنده این مسابقه گردید و با الهام از معماری دروازه قرآن و فلسفه ایرانی جداره کوه کنار و مقابل دروازه قرآن و همچنین آرامگاه خواجوی کرمانی طراحی شد.

## علت نامگذاری
این تنگه به این علت به این اسم مشهور شده چون هرکس که اولین بار به شیراز می‌رود و از این نقطه اولین نگاه را به شهر شیراز می‌اندازد، منظرهٔ زیبایی می‌بیند که حیرت‌زده، فریاد الله اکبر سر
می‌دهد.

## پارک و بند تنگ الله اکبر
هدف از تهیه طرح پروژه دریاچه تفریحی در تنگ الله اکبر ایجاد چشم‌اندازی مناسب و در محل ورودی شهر شیراز بوده ومحدوده‌ای گردشگری شامل دریاچه، فضای سبز، پارکینگ واسکله قایق‌سواری شامل می‌شود. همچنین این پروژه وظیفه انتقال وکنترل سیلاب وتثبیت رسوب در بالادست به وسیلهٔ اجراء خط لوله آب‌های سطحی وبندهای تأخیری از محل دریاچه تا روستای آب‌زنگی را به عهده دارد.

### مشخصات طرح
این طرح شامل احداث دریاچه با احداث دیوار سنگی جهت بدنه وایزولاسیون لازم و آب بندکف دریاچه با استفاده از پتوی رسی یا آسفالت بوده، ارتفاع آن در حدود دو متر و سعت آن در حدود ۸/۱ هکتار است. با احداث چاه با دبی ۲۰تا۲۵لیتر در ثانیه اب دریاچه تأمین شده و از بندهای رسوب گیر جهت ته‌نشینی رسوبات بالادست محل احداث دریاچه استفاده خواهد گردید. همچنین احداث بدنه دریاچه با استفاده از سنگ‌های بزرگ وسنگکاری با سنگ لاشه وملات ماسه سیمان انجام خواهد گردید. حجم دریاچه‌های تأخیری در حدود۲۲۰۰مترمکعب رسوب ویا سیلاب است وخط انتقال سیلاب به وسیلهٔ کانال ولوله گذاری با دبی قابل انتقال ۱۵مترمکعب در ثانیه وقطر ۲۰/۲ متر احداث خواهد گردید.

## نقش برجسته رستم تنگ الله اکبر
در تاریخ ۱۶ اسفند ۱۳۸۴ سازمان میراث فرهنگی، گردشگری و صنایع دستی نقش برجسته رستم را که در تنگ الله اکبر نصب شده بود و مربوط به دوره قاجاریه می‌شد را در فهرست میراث ملی ثبت نمود.